# Byatha, Bangalore North
Byatha là một làng thuộc tehsil Bangalore North, huyện Bangalore Urban, bang Karnataka, Ấn Độ.